# آمی‌سولپراید
آمی‌سولپراید(به انگلیسی: Amisulpride) یک داروی ضد استفراغ و ضد روان پریشی است که در دوزهای پایین‌تر برای جلوگیری و درمان تهوع و استفراغ بعد از بیهوشی استفاده می‌شود. در دوزهای بالاتر به صورت خوراکی و عضلانی برای درمان اسکیزوفرنی و دوره‌های روان پریشی کاربرد دارد. با نام‌های تجاری Barhemsys (به عنوان داروی ضدتهوع)، Solian ,Socian ,Deniban و دیگر نام‌ها (به عنوان داروی ضد روان‌پریشی) به فروش می‌رسد. همچنین برای معالجه کج‌خلقی نیز از این دارو استفاده می‌شود.
این دارو معمولاً به عنوان یک آنتی‌سایکوتیک آتیپیک طبقه‌بندی می‌شود. از نظر شیمیایی یک بنزآمید است. همچنین مشخص شده‌است که این ماده نسبت به سایر داروهای ضد روان پریشی که معمولاً مورد استفاده قرار می‌گیرند، در درمان اسکیزوفرنی بسیار موثرتر است.
این دارو در دهه ۱۹۹۰ توسط سانوفی-اونتیس معرفی شد. حق ثبت اختراع آن تا سال ۲۰۰۸ منقضی شد و فرمولاسیون ژنریک آن در دسترس قرار گرفت.